# Dodge Matador
Dodge Matador (Додж Матадор) — полноразмерный автомобиль, производившийся в США подразделением Dodge корпорации Chrysler только в 1960 модельном году. Матадор строился на основе моделей Dodge Polara, и имел колёсной базу, равную 3100 мм, и сопоставимую с платформой моделей Chrysler Windsor и Chrysler Newport.

## Описание
Матадор (от исп. «тореадор») был одной из двух новых моделей, выпускаемых Dodge в 1960 году, когда с конвейера сошли долгоиграющие модели Coronet, Custom, Custom Royal и Lancer. Матадор стал полноразмерной моделью премиум-класса от марки. Он, вместе с Polara 1960 года имели на 4 дюйма (102 мм) большую колёсную базу, совместно с другими моделями DeSoto и Chrysler этого года. Все автомобили имели стандартный двигатель «Super Red Ram» объёмом 5,9 литра, конфигурации V8 и мощностью 295 л. с. (220 кВт). Карбюраторный двигатель «D-500 with Ram Induction» объёмом 6,3 литра был опциональным, наряду с трёх-скоростной автоматической коробкой передач TorqueFlite.
Все автомобили Dodge 1960 года в кузове универсал имели колёсную базу 3099 мм, обеспечивая 2,79 м³ грузового пространства при сложенных задних сидениях. Матадор имел версии шести- или девяти-местного кузова (с дополнительным третьим рядом сидений).
Экстерьер и интерьер автомобиля имел меньше хромированной отделки, чем было можно найти на Polara. Большинство автомобилей, построенных Dodge и проданных в течение 1960 модельного года были дешевле полноразмерной модели Dodge Dart, которая имела три собственных варианта комплектации (Seneca, Pioneer and Phoenix).
В общей сложности для 1960 года было выпущено 27 908 автомобилей Додж Матадор. Низкий объём продаж и популярность модели Dart привела Dodge к отказу от модели Матадор на 1961 модельном году.

## Наследие
Название модели было впоследствии использовано American Motors Corporation с 1971 по 1978 год для средних и полноразмерных автомобилей AMC Matador. Этот автопроизводитель был приобретен в 1987 году компанией Chrysler.